# Karadihalla, Chamarajanagar
Karadihalla là một làng thuộc tehsil Chamarajanagar, huyện Chamarajanagar, bang Karnataka, Ấn Độ.